# Roy Compton
Roy Compton (* 8. November 1954 in Lambeth, London) ist ein ehemaliger englischer Fußballspieler.

## Karriere
Compton kam bereits während seiner Schulzeit zum im Südosten Londons beheimateten Klub FC Millwall. Im November 1972 wurde der Mittelstürmer von Les Allen zu Swindon Town geholt, dort überzeugte Compton in den folgenden Monaten bei seinen Einsätzen für das Reserveteam (Hattrick gegen die Reserve von West Ham United im Januar 1973) und im FA Youth Cup (vier Tore in drei Spielen beim Erreichen des Viertelfinals). Im März 1973 wurde er mit einem Profivertrag ausgestattet. Im Frühjahr 1974 wurde er in der ersten Mannschaft in vier Partien in Folge aufgeboten, der Klub steckte zu diesem Zeitpunkt im Abstiegskampf in der Football League Second Division. 
Erstmals stand er am 23. Februar 1973 bei einer 1:2-Niederlage im Ayresome Park gegen den späteren Meister FC Middlesbrough in der Startelf und traf zum Endstand. Nach einer weiteren Niederlage drei Tage später gegen Luton Town wurde Allen entlassen. Compton trug beim folgenden Heimspiel gegen Cardiff City mit einem weiteren Tor zum 1:1-Endstand bei. Unter Allens Nachfolger Danny Williams bestritt er bei einer 1:2-Niederlage gegen Portsmouth seinen letzten Auftritt, in den restlichen Saisonspielen erhielt Peter Eastoe den Vorzug. Nach dem Zweitligaabstieg gehörte Compton zu den zwölf Spielern, deren Verträge nicht verlängert wurden. Er beendete daraufhin 19-jährig seine Fußballerlaufbahn und verdiente seine Lebensunterhalt mit dem Betrieb eines Gemüseladens.